# Аэрография

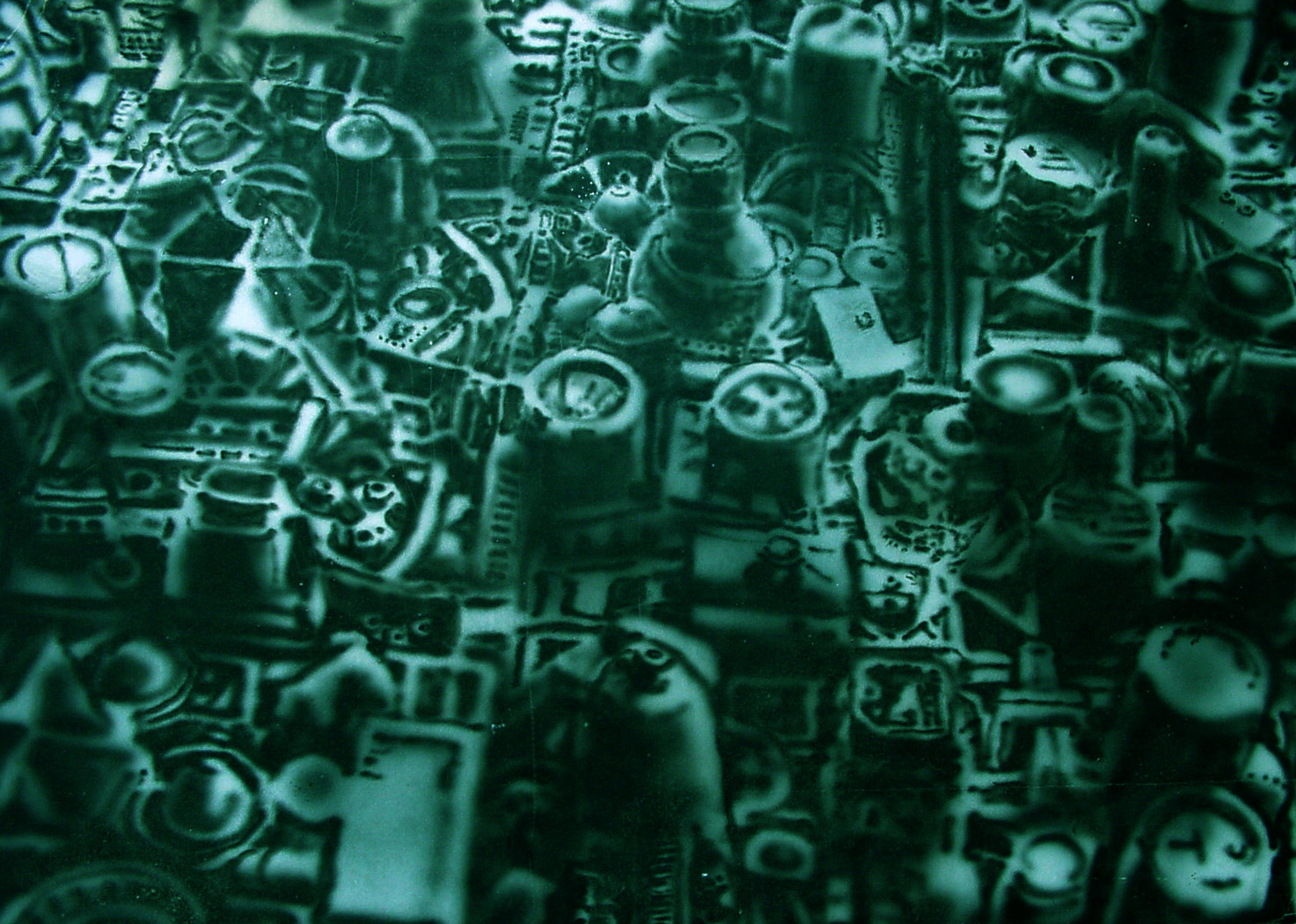
Аэрографический рисунок, выполненный тушью на белом картоне

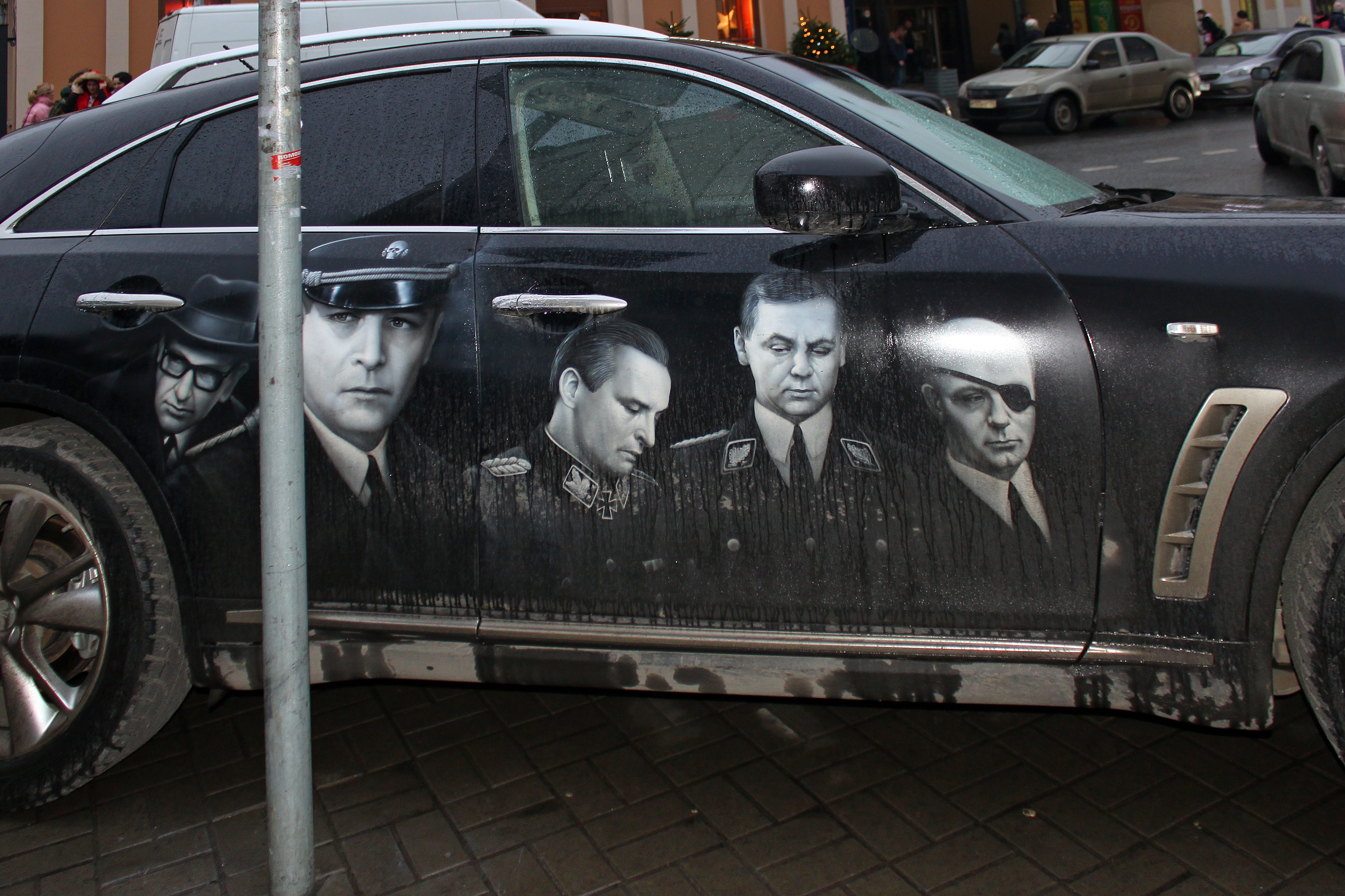
Аэрографический рисунок на дверцах автомобиля марки Infiniti по мотивам кинофильма «Семнадцать мгновений весны»

Аэрография (воздухописание) — одна из техник изобразительного искусства, использующая аэрограф в качестве инструмента для нанесения жидкого или порошкообразного красителя при помощи сжатого воздуха на какую-либо поверхность. Также может быть использован баллончик с краской.
В связи с широким распространением аэрографии и появлении большого количества различных красок и составов, аэрография получила новый толчок развития. Сейчас аэрографию применяют для создания живописных полотен, ретуши фотоснимков, таксидермии, моделизма, росписи текстиля, настенной росписи, боди-арта, росписи ногтей, росписи сувенирной продукции и игрушек, росписи посуды. Часто применяется для нанесения рисунков на автомобили, мотоциклы, другую технику, в полиграфии, в дизайне и т. д.
Благодаря тонкому слою краски и возможности плавного распыления её на поверхности возможно достичь выразительных декоративных эффектов, таких, как плавные переходы цвета, объёмность, фотографическая реалистичность получаемого изображения, имитацию грубой фактуры при идеальной гладкости поверхности.

## История

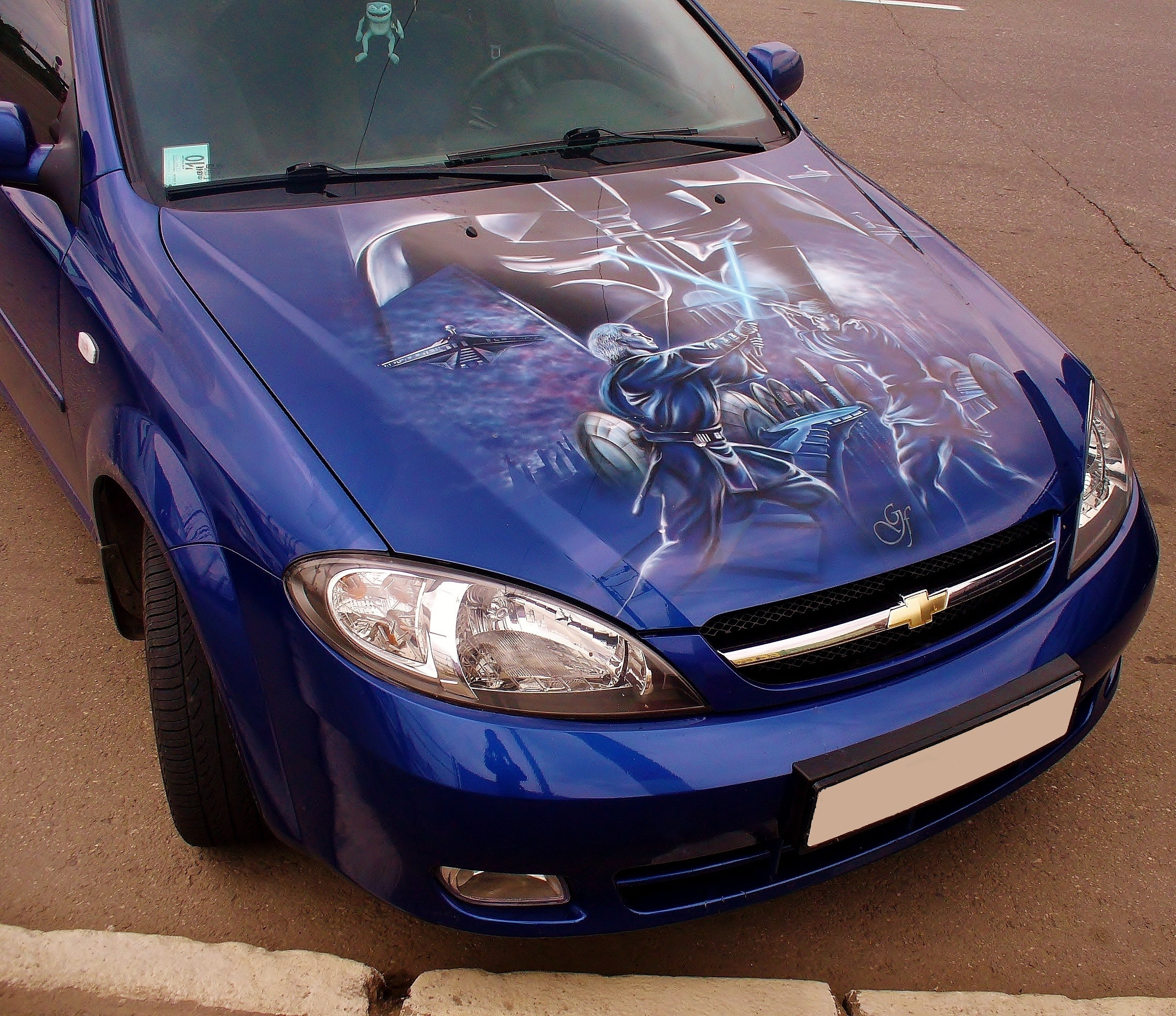
Аэрографический рисунок на капоте автомобиля Chevrolet Lacetti

Первые аэрографические рисунки найдены в Пещере рук в Рио-Пинтурас, провинция Санта-Крус (Аргентина). Рисунки созданы около 7300 лет д.н. э. Древние художники выдували через полую кость пигмент-краску на стену. Не закрытая рукой часть поверхности была окрашена, оставляя образ руки художника. Этой же техникой были сделаны многие другие рисунки с изображением животных и людей, делая живопись кистью более сильной. Для усложнения рисунков путём заполнения большей поверхности и добавления текстур художникам приходилось тратить много времени и сил.
Первый механический аэрограф был изобретен в 1876 году промышленником Фрэнсисом Эдгаром Стэнли. Улучшением аэрографа занимался ювелир Эбнер Пилер. В 1879 году он использовал ручной компрессор и позиционировался «для живописи акварелью и других художественных целей». Аэрограф был одинарного действия, позволяя регулировать подачу краски только с одновременной регулировкой подачи воздуха. Патент на разработку был продан в 1882 году Либерти Уолкапу, который учил технике аэрографии американского импрессиониста Уилсона Ирвина.
Применение аэрографа нашли в исправлении фотографий. Первая демонстрация была произведена в 1882 году на съезде фотографов в Индианаполисе. До изобретения цветных фотографий за основу брали черно-белую и раскрашивали вручную. В такой работе принимали участие двое: художник наносил цветовые контуры и прорисовывал отдельные части портрета, такие, как волосы или глаза, а драпировщик занимался прорисовкой фона. До первой половины XX века аэрограф пользовался успехом у растущего числа компаний, занимающихся «цветной фотографией». Вероятно, отсюда появилось в английском языке слово «airbrushed» (в переводе с англ. «Ретушированный»), имеющее также значение как дезинформированный в плане истории или новости.
6 мая 1884 года Уолкап патентует аэрограф двойного действия, у которого имеется возможность регулировать подачу как краски, так и воздуха. Это добавляло больше возможностей при работе. В 1888 году в здании своей компании «Аirbrush Мanufactoring Сompany» по производству аэрографов Уолкап открывает Иллинойсскую школу искусств. В школе проводятся занятия по живописи и графике, но основная цель состоит в обучении технике аэрографии. С 1891 года выпускается журнал, посвящённый аэрографии «Airbrush journal», с периодичностью один раз в три месяца. В журнале описываются секреты техники и мастерства вместе с рекламой Иллинойсской школы искусств. Журнал можно было приобрести за 25 центов или оформить подписку на год.
В 1893 году американский стоматолог Чарльз Бердик внес свои улучшения. Своё увлечение акварелью Бердик хотел упростить устройством, способным наносить несколько слоев краски без изменения цвета нижележащего фона. Академия художеств отказалась принять работы, сделанные его изобретением, как живописные. Тогда он переехал в Англию, где основал фабрику по производству аэрографов «Фаунтин Браш» (с англ. «Автоматическая кисть»). Коллега Бердика отоларинголог Алан де Вилвис изменил устройство, что позволяло распылять не только краску, но и анестезирующие средства, а также духи. Позже усовершенствованием инструмента занимался Дженсом Пааше в Чикаго, США. Его изменение позволяло распылять абразивный порошок для снятия или высветления имеющейся на поверхности краски. Также можно было применять для чистки точных приборов и ювелирных изделий.
Возможность нанесения краски на большие поверхности позволила использовать аэрограф в производстве плакатов, журналов, листовок и календарей. Вторая мировая война и политические события эпохи попадали на массовое производство понятных и доступных живописных образов, перестав быть привилегией только богатых. В 1953 году работы Варгаса и Петти, выполненные аэрографом, стали эталоном женской красоты и частью американской мечты, попав на страницы журнала «Плейбой».

### Аэрография в России
С появлением аэрографии в России в начале ХХ столетия, аэрография получает также русский вариант наименования — воздухописание. Первая аэрографическая мастерская в России открылась в 1908 году на шёлковой фабрике Мусси в Петровском пассаже. Мастерская состояла из трёх помещений: лаборатории с компрессором, комнаты для работы на мольбертах без вентиляторов и комнаты для сушилки и укладки товара. Инструктаж проводили француженки. Мастерская просуществовала несколько месяцев .
Полностью оборудованная мастерская аэрографии в России была открыта в 1910 году на фабрике Трёхгорной Мануфактуры. К её установке были привлечены немецкие механики. В 1925 году на фабрике был изобретён новый способ работы верёвочных сеток. В промышленных масштабах аэрограрный цех просуществовал несколько десятилетий, вплоть до распада СССР .
Неоценимый вклад в развитие российской аэрографии внесла художница русского авангарда Людмила Маяковская и её творческие опыты. Сложные трудоёмкие рисунки Маяковской способствовали рождению новых приёмов в аэрографии. Заведуя аэрограрным цехом Трёхгорной Мануфактуры, Маяковская выявляла специфику аэрографии с целью упрощения работы без потери качества рисунков. Один из предложенных ею методов аэрографии — это техника «разбрызгиваемого краппа», подразумевавшая разбрызгивание краски вместо распыления. Маяковская также оставила после себя когорту своих профессионалов-учеников.

## Профессия
Определение названия профессии художника, работающего в технике аэрографии, вызывает споры и дебаты среди художников.
Общероссийский классификатор профессий рабочих, должностей служащих и тарифных разрядов содержит профессии аэрографист и аэрографщик, объединяя их в одну группу Общероссийского классификатора занятий наравне с такими профессиями, как живописец и художник декоративной росписи по металлу. Согласно ОКПДТРР, аэрографист выполняет художественные работы оформительского, рекламного и шрифтового характера, включая составление и изготовление трафаретов. А профессия будет называться как художник-аэрографист, так и короткое аэрографист.

## Технология
Предназначенная для покраски поверхность специально подготавливается. Для чистых поверхностей может использоваться грунтовка, для уже окрашенных — матирование.
Далее наносится сам рисунок по созданному ранее эскизу изображения в один или несколько слоев.
При необходимости рисунок покрывается лаком, который придаёт блеск и защищает краску от внешней среды. Некоторые лаки полимеризуются в печке при невысоких (60—80 °C) температурах и полируются, для выравнивания поверхности.

### Аэрограф
Аэрограф одинарного действия:
- Аэрограф внешнего распыления без иглы
- Аэрограф внешнего распыления с иглой
- Аэрограф внутреннего распыления

Аэрограф двойного действия:
- Аэрограф фиксированного действия
- Аэрограф независимого двойного действия

### Трафарет
В современном изобразительном искусстве, в том числе и аэрографии, применяются разовые трафареты. То есть трафарет изготавливается один раз, для одной-единственной картины. Последующее его использование не является актуальным по причине нецелесообразности его применения. Многоразовые трафареты используется для конвейерной работы на поток, по технике нанесения цветов напоминая шелкографию. Для изготовления трафаретов могут использоваться: бумага, картон, самоклеящаяся плёнка, специальные виды плёнок, свинцовая фольга с отверстиями для воспроизведения контура рисунка и другие носители.